# Elisabeth Fagereng
Elisabeth Fagereng (* 17. April 1976 in Mosjøen) ist eine ehemalige norwegische Fußballspielerin.

## Karriere

### Vereine
Fagereng spielte im Seniorinnenbereich zunächst von 1997 bis 2002 für den Kolbotn IL und kam bis 1999 in der Eliteserien, dann in der Toppserien, der jeweils höchsten Spielklasse im norwegischen Frauenfußball, in insgesamt 73 Punktspielen zum Einsatz, in denen sie 13 Tore erzielte. Ihr Pflichtspieldebüt für die Mannschaft gab sie am 27. April 1997 beim 1:1-Unentschieden im Heimspiel gegen den Asker Fotball. Es war ihr erstes Punktspiel von zehn in der Spielzeit 1997. In der Folgespielzeit wurde sie elfmal in der höchsten Spielklasse eingesetzt, in der ihr ihre ersten drei Tore gelangen; ihre ersten beiden erzielte sie am 27. Juni 1998 beim 5:4-Sieg im Auswärtsspiel gegen den Setskog/Høland FK mit den Treffern zum 1:1 und 5:2 in der 22. und 69. Minute. Mit der Mannschaft gewann sie zum Ende der Spielzeit 2002 die Meisterschaft und erreichte in der Spielzeit 1998 das Finale um den nationalen Vereinspokal, dass gegen den Trondheims-Ørn SK mit 0:4 verloren wurde.
Von 2003 bis 2005 war sie für den Ligakonkurrenten Trondheims-Ørn SK aktiv und kam für diesen in 40 Punktspielen zum Einsatz, in denen ihr 16 Tore gelangen. Ihre Premierenspielzeit für diesen Verein wurde mit der Meisterschaft abgeschlossen.

### Nationalmannschaft
Ihr Debüt als Nationalspielerin für den NFF gab sie am 21. Januar 1996 in der U20-Nationalmannschaft, die sich im Freundschaftsspiel gegen die U20-Nationalmannschaft Schwedens mit 1:1 in Hamar trennte; sie wurde in der 83. Minute für Linda Ørmen eingewechselt. In ihren folgenden fünf Länderspielen (3 S, 1 U, 1 N) bis zum 25. September 1997 blieb sie ohne Torerfolg.
Für die A-Nationalmannschaft kam sie in acht Jahren in 28 Länderspielen zum Einsatz, beginnend mit dem 7:1-Sieg im Freundschaftsspiel gegen die Nationalmannschaft Australiens am 31. August 1997 in Oslo.
Das Spieljahr 1998 begann für sie mit der Teilnahme ihrer Mannschaft am Vier-Nationen-Turnier in Guangzhou. In diesem kam sie in allen drei Spielen zum Einsatz. Das nächste Turnier bestritt sie in Portugal um den Algarve-Cup 1998 in dem sie in allen drei Spielen der Gruppe B eingesetzt wurde, wie auch im Finale am 21. März 1998 in Loulé beim 4:1-Sieg über die A-Nationalmannschaft Dänemarks. Danach bestritt sie drei Spiele in der WM-Qualifikationsgruppe 3 – 3. bis 5. Spiel vs. Niederlande (0:0), England (2:1), Deutschland 3:1. In den Vereinigten Staaten kam sie im Rahmen der Goodwill Games in Hempstead im Stadion der Hofstra University auf Long Island im Spiel um Platz 3 gegen die Nationalmannschaft Dänemarks zum Einsatz, dass am 27. Juli 1998 erst mit 4:2 im Elfmeterschießen gewonnen wurde. Des Weiteren kam sie in neun weiteren Spielen in den Turnieren um den Algarve-Cup zum Einsatz – 1999 (2), 2000 (3), 2004 (4) wie auch in sechs EM-Qualifikationsspielen (5. bis 8. Spiel Gruppe 2 und zwei Playoff-Spiele gegen die Nationalmannschaft Islands). Ihr einziges Freundschaftsländerspiel bestritt sie am 4. September 2004 in Bergen beim 3:1-Sieg über die Nationalmannschaft Italiens.

## Erfolge
Nationalmannschaft
- Dritter Goodwill Games 1998
- Algarve-Cup-Sieger 1998, -Finalist 2004

Trondheims-Ørn SK
- Norwegischer Meister 2003

Kolbotn IL
- Norwegischer Meister 2002
- Norwegischer Pokal-Finalist 1998